# Nar (Nordossetien-Alanien)
Nar (russisch und ossetisch Нар) ist ein Bergdorf (selo) im Rajon Alagir der nordkaukasischen Republik Nordossetien-Alanien in Russland. Das Dorf liegt an der Ossetischen Heerstraße, die von Alagir das Tal des Ardon aufwärts und weiter durch den Roki-Tunnel nach Zchinwali in Südossetien führt. Es hat nur 6 ständige Einwohner (Stand 14. Oktober 2010).

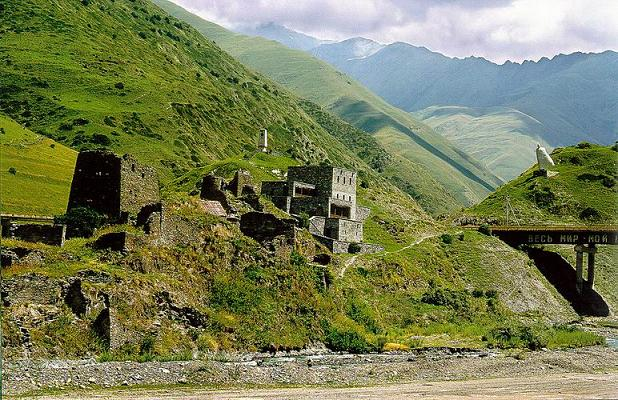
Das Kosta-Chetagurow-Museum in Nar

Das Dorf liegt am rechten (größeren) Ardon-Quellfluss Nar, gut 4 km oberhalb seines Zusammenflusses mit dem Mamichdon zum eigentlichen Ardon. Der Nar selbst entsteht beim Dorf Nar aus dem Ljadon von rechts, und der von links, unterhalb des Roki-Passes und -Tunnels kommenden Sakka.
Nar ist Verwaltungssitz der Landgemeinde Narskoje selskoje posselenije mit insgesamt 41 ständigen Einwohnern. Zur Gemeinde gehören neben Nar die Dörfer Jelgona (1 Einwohner), Kessatikau (1), Potyfas (1), Sachsat (7), Slas (3), Srigatta (13), Tapankau (1), Zassem (1) und Zemsa (7) sowie die nicht ständig bewohnten Regach und Saubyn (Stand 14. Oktober 2010). Die meisten dieser Orte liegen im Tal von Nar und Ljadon von wenig unterhalb (Slas) bis etwa 5 km oberhalb von Nar (Tapankau). Kessatikau und Srigatta liegen am Oberlauf der Sakka, etwa 10 km Luftlinie südöstlich, letzteres auf knapp 2200 m Höhe.
Nar ist als Geburtsdorf des Begründers der ossetischen Literatur Kosta Chetagurow bekannt. Im Dorf gibt es ein Kosta-Chetagurow-Museum, und einmal jährlich findet das Fest der ossetischen Literatur statt. Da der Ort im Grenzgebiet der Russischen Föderation liegt, kann Nar von Ausländern nur bei Vorliegen einer entsprechenden Genehmigung vom FSB besucht werden.